# Cibervictimización
La cibervictimización (derivado del término en inglés cybervictimization), es el proceso de victimizar a usuarios mediante el uso de tecnologías de la información y comunicación. Esto incluye la perpetración de actos negativos, abusivos o dañinos hacia individuos, organizaciones o instituciones utilizando medios electrónicos, como el ciberacoso, la difamación en línea, el robo de identidad, la suplantación de identidad, el acoso cibernético y otros comportamientos delictivos o perjudiciales en el entorno digital.
La cibervictimización puede tener consecuencias psicológicas, emocionales, sociales y legales para las personas afectadas. Según K. J., Ybarra, la cibervictimización es el acto de ser objeto de agresiones o acosos en línea, incluyendo insultos, amenazas, difamación y exclusión social a través de plataformas digitales.

## Tipos de cibervictimización
La cibervictimización abarca diversos tipos de acosos, entre ellos:
1. Ciberacoso
2. Ciberacecho o stalking
3. Grooming
4. Sexting
5. Sextorsion
6. Ciberestafa
7. Difamación en línea
8. Ciberagresiones
9. Suplantación de identidad

La cibervictimización se manifiesta en diversas formas, siempre involucrando a Internet y con una víctima generalmente joven. El acosador puede tener la misma edad que la víctima, a excepción de los casos de grooming, donde el acosador es un adulto.

## Características de la cibervictimización
Las características de la cibervictimización pueden variar en función del contexto y las circunstancias específicas. Sin embargo, algunas características comunes incluyen:
1. Uso de tecnologías: La cibervictimización se lleva a cabo a través de medios tecnológicos, como dispositivos electrónicos, redes sociales, aplicaciones de mensajería, correo electrónico, entre otros.
2. Anonimato: Los perpetradores ocultan su identidad y crean perfiles falsos en línea, lo que hace que sea más difícil identificarlos y responsabilizarlos por su comportamiento. A menudo existe un desequilibrio de poder entre el agresor y la víctima, en el que el agresor puede explotar el anonimato y la distancia percibida que proporciona el entorno en línea para ejercer control o infligir daño a la víctima.
3. Alcance global: Debido a la naturaleza de Internet, la cibervictimización puede ocurrir a nivel global, permitiendo que el acosador tenga acceso a víctimas de diferentes ubicaciones geográficas.
4. Reproducibilidad: Las fronteras digitales no existen, lo que significa que el acoso y la ofensa pueden producirse en cualquier momento, lugar y con gran rapidez, y su impacto puede ser duradero ( hay suicidios, asesinatos, palizas, agresiones sexuales, verbales)
5. Comportamientos negativos: Abarca diversos comportamientos negativos, como el ciberacoso, el ciberhostigamiento, el acoso, la intimidación, la incitación al odio en línea y la difusión de información perjudicial o falsa.
6. Persistencia: Los contenidos y mensajes en línea pueden permanecer durante períodos prolongados de tiempo, lo que prolonga el impacto emocional y psicológico en la víctima.
7. Amplificación y difusión rápida: Los incidentes de cibervictimización pueden propagarse rápidamente a través de redes sociales y otras plataformas en línea, llegando a una amplia audiencia y causando un mayor daño a la víctima, disfrutando de todo y animándolo a continuar a pesar de ¿20 años o más?
8. Daño emocional y psicológico: La cibervictimización puede tener efectos psicológicos y emocionales significativos en las víctimas, incluyendo sentimientos de miedo, ansiedad, depresión, humillación, baja autoestima y aislamiento social. Lo que se puede con los robos de te lé fo nos.
9. Impacto en la vida diaria: La cibervictimización puede interferir con la vida cotidiana de la víctima, afectando su bienestar, relaciones personales, rendimiento académico y/o laboral, y su participación en actividades sociales.

Cualquier persona puede ser objeto de cibervictimización, sin embargo, existen ciertos grupos de edad, en particular los niños, adolescentes y adultos jóvenes, que pueden ser más susceptibles debido a su limitada experiencia en línea, ingenuidad y naturaleza confiada.

## La cibervictimización en la adolescencia
Durante la adolescencia temprana, las interacciones entre iguales son esenciales para el desarrollo de los adolescentes. Las relaciones negativas entre pares pueden causar sentimientos de aislamiento social, soledad, depresión y ansiedad. Los adolescentes son más vulnerables a problemas de salud mental debido a los cambios biológicos, cognitivos y sociales que experimentan. 
Según un informe de UNICEF (2019), se estima que aproximadamente dos estudiantes en cada aula son víctimas de ciberacoso. Este fenómeno ha experimentado un rápido aumento debido a la fácil accesibilidad de las nuevas tecnologías para los adolescentes. Estos utilizan el teléfono móvil, las redes sociales y los programas de mensajería instantánea de forma habitual para establecer amistades y mantener contacto con amigos y familiares. Según Brochado et al, el 61% de los adolescentes de 10 a 18 años afirman haber sido víctimas de ciberacoso, que ocurre en espacios digitales como teléfonos móviles, computadoras y redes sociales. 
Las experiencias de los adolescentes con la cibervictimización tienen consecuencias negativas tanto a corto como a largo plazo. Además, la falta de capacitación del profesorado para detectar y abordar el ciberacoso de manera temprana, junto con la vulnerabilidad de las víctimas ante los ataques en línea, intensifican las consecuencias negativas para ellos. Estos adolescentes tienen una mayor ausencia escolar (Beran & Li, 2005; Tokunaga, 2010), un rendimiento académico deficiente y se sienten menos seguros en la escuela (Burgess-Proctor, Patchin & Hinduja, 2010; Tokunaga, 2010).
Además, se ha observado que las víctimas de ciberagresiones presentan patrones desadaptativos en comportamientos relacionados con la salud, como problemas de sueño, cambios en el apetito y dolores de cabeza (Kowalski & Limber, 2007).
A diferencia de la victimización cara a cara, las tecnologías digitales han ampliado las posibilidades de la cibervictimización. Ahora cualquier persona puede ser víctima y cualquiera puede ser un agresor, independientemente de su poder físico o social . La cibervictimización puede ocurrir en cualquier momento del día o de la noche y los agresores pueden estar físicamente distantes de sus víctimas (Barlett & Gentile, 2012). Esto ha permitido que personas que antes no tenían la capacidad para intimidar y degradar a otros en contextos cara a cara ahora lo hagan a través de plataformas digitales (Vandebosch & Van Cleemput, 2008).

## Consecuencias de la cibervictimización
La cibervictimización puede tener diversas consecuencias negativas para las personas afectadas. Algunas de las consecuencias comunes incluyen (Garaigordobil, 2011):
1. Problemas emocionales y psicológicos: Los individuos que experimentan cibervictimización pueden experimentar  estrés, humillación, ansiedad, depresión, ira, impotencia, fatiga, baja autoestima, sentimientos de vergüenza e inseguridad. Estas experiencias pueden afectar negativamente su bienestar emocional y mental.
2. Impacto en la salud física: El estrés y la ansiedad causados por la cibervictimización pueden manifestarse en síntomas físicos como dolores de cabeza, problemas de sueño, trastornos alimentarios y otros problemas de salud relacionados con el estrés crónico.
3. Problemas en el rendimiento académico: La cibervictimización puede interferir con el rendimiento académico de las personas afectadas. El acoso en línea puede distraer a los estudiantes, afectar su concentración y motivación, y provocar ausencias escolares.
4. Dificultades en las relaciones sociales y aislamiento: Las personas que son víctimas de cibervictimización pueden experimentar dificultades en sus relaciones sociales. Pueden sentirse excluidas, estigmatizadas o tener dificultades para confiar en los demás, lo que puede llevar al aislamiento social.
5. Riesgo de comportamientos autodestructivos: En casos graves, la cibervictimización puede aumentar el riesgo de comportamientos autodestructivos, como el abuso de sustancias, el comportamiento suicida o el autolesionismo.
6. Impacto en la autoimagen y la autoestima: La cibervictimización puede afectar negativamente la percepción de uno mismo y la autoestima. Los comentarios y ataques en línea pueden socavar la confianza en uno mismo y generar sentimientos de inferioridad.
7. Abandono de actividades de ocio previamente disfrutadas.

Según J.F. Estévez, E.Cañas y E.Estévez, no todas las cibervíctimas desarrollan estas consecuencias con la misma intensidad. Estas diferencias están relacionadas con el desarrollo de la inteligencia emocional (IE), ya que ésta puede influir positivamente en el ajuste emocional y el bienestar de los adolescentes incluso cuando surgen problemas.

## Perfil de una potencial cibervíctima
Existen algunos indicadores que se han identificado en estudios (Cook et al., 2010; Garaigordobil, 2018; Garaigordobil & Oñederra, 2010; Urra, 2018) para predecir la probabilidad de ser una cibervíctima tales como:
1. Edad: Los adolescentes y jóvenes suelen ser más propensos a ser cibervíctimas debido a su mayor exposición y uso de las tecnologías de la información y comunicación.
2. Baja autoestima: Las personas con baja autoestima pueden ser más susceptibles a ser cibervíctimas, ya que pueden ser más afectadas por los comentarios negativos y las críticas en línea.
3. Aislamiento social e introversión: Aquellos que experimentan aislamiento social o tienen dificultades para establecer relaciones interpersonales pueden ser más vulnerables al cibervictimización, ya que buscan interacciones en línea que pueden llevar a situaciones de acoso.
4. Habilidades sociales limitadas, falta de asertividad y competencia social: Las personas que carecen de habilidades para enfrentar y resolver conflictos pueden tener dificultades para hacer frente a situaciones de ciberacoso y pueden ser más propensas a sufrir las consecuencias negativas.
5. Uso imprudente de Internet: Aquellos que comparten información personal de forma indiscriminada (contraseñas, lugar de residencia, amistades, objetos de valor…) o participan en comportamientos de riesgo en línea, como interactuar con desconocidos, pueden aumentar su riesgo de convertirse en cibervíctimas.

Según F.M Llinares resulta difícil establecer un perfil único de potencial víctima del cibercrimen, ya que existen tantos perfiles como oportunidades criminales en el ciberespacio. Además, es importante destacar que el comportamiento de la víctima también influye en la creación de estas oportunidades. Esto significa que no solo la motivación criminal define el ámbito de oportunidad en el ciberespacio, sino que la propia conducta de la víctima también contribuye a generar riesgos.

## Cifras de cibervictimización a nivel europeo

### España
La ciberdelincuencia y las victimizaciones relacionadas con el cibercrimen han aumentado significativamente en España durante el período de 2011 a 2021. En 2021 se registraron más de 240.000 victimizaciones por este tipo de delitos en el país.
Según el Informe sobre la cibercriminalidad en España, en términos de características demográficas, se observa que la mayoría de las víctimas de ciberdelincuencia son hombres, representando el 51.9% del total. Además, se ha identificado que la franja de edad más afectada se encuentra entre los 26 y 40 años.
En cuanto a los tipos de delitos más comunes, se destacan los fraudes informáticos, las amenazas y coacciones, y la falsificación informática. Sin embargo, es importante tener en cuenta que la distribución de incidentes conocidos puede variar según el ámbito y el sexo de las víctimas.
En particular, las mujeres superan en porcentaje a los hombres en delitos relacionados con la falsificación informática (usurpación del estado civil), el acceso e interceptación ilícita (descubrimiento y revelación de secretos), los delitos contra el honor (injurias) y los delitos sexuales, como el grooming (delito de contacto mediante tecnología con menor de 16 años con fines sexuales).

## Estrategias para evitar sufrir un cibercrimen
La prevención de la ciberdelincuencia consiste en aplicar medidas de seguridad para reducir el riesgo de ciberataques. Según National Crime Agency para evitar ser víctima de un cibercrimen, es importante implementar las siguientes estrategias de seguridad en línea:
1. Mantener los dispositivos actualizados: para ello debemos instalar las actualizaciones de software y firmware en nuestros dispositivos, ya que estas actualizaciones suelen incluir parches de seguridad importantes.
2. Utilizar contraseñas seguras: Crea contraseñas únicas y robustas para tus cuentas en línea. Evita utilizar contraseñas obvias o información personal fácilmente accesible.
3. Ten cuidado al hacer clic en enlaces: No hagas clic en enlaces sospechosos o no solicitados en correos electrónicos, mensajes o en sitios web desconocidos. Verifica la autenticidad de los enlaces antes de hacer clic en ellos.
4. Protege tu información personal: Evita compartir información personal sensible en línea, como números de seguridad social, datos bancarios o contraseñas, a menos que sea absolutamente necesario y estés en un sitio web seguro y confiable.
5. Utiliza una solución antivirus y antimalware: Instala y mantén actualizado un programa antivirus y antimalware confiable en tus dispositivos para protegerte contra posibles amenazas.
6. Ten precaución en las redes sociales: Controla tu configuración de privacidad en las redes sociales y evita compartir demasiada información personal públicamente. Sé cauteloso al aceptar solicitudes de amistad o seguidores de personas desconocidas.
7. Sé consciente de las técnicas de ingeniería social: Mantente alerta ante posibles intentos de estafa o manipulación en línea. No reveles información confidencial a personas desconocidas y desconfía de cualquier solicitud o oferta sospechosa.
8. Realiza copias de seguridad de tus datos: Haz copias de seguridad periódicas de tus archivos y datos importantes en dispositivos externos o en la nube. Esto te ayudará a recuperar tu información en caso de pérdida o ransomware.

Es importante mantenerse al día de las últimas amenazas y tácticas utilizadas por los ciberdelincuentes y revisar y ajustar periódicamente las medidas de seguridad a las distintas situaciones.